# Flustramorpha
Flustramorpha är ett släkte av mossdjur. Flustramorpha ingår i familjen Microporellidae.
Kladogram enligt Catalogue of Life:
| Flustramorpha | \| \| Flustramorpha angusta \| \| \| \| \| \| Flustramorpha flabellaris \| \| \| \| \| \| Flustramorpha marginata \| \| \| \| |
|               | \| \| Flustramorpha angusta \| \| \| \| \| \| Flustramorpha flabellaris \| \| \| \| \| \| Flustramorpha marginata \| \| \| \| |
|               | Adelascopora |
|               | |
|               | Calloporina |
|               | |
|               | Chronocerastes |
|               | |
|               | Diporula |
|               | |
|               | Fenestrulina |
|               | |
|               | Microporella |
|               | |
|               | Microporelloides |
|               | |
|               | Pseudoadelascopora |
|               | |
|               | Tenthrenulina |
|               | |
|               | Flustramorpha angusta |
|               | |
|               | Flustramorpha flabellaris |
|               | |
|               | Flustramorpha marginata |
|               | |

|  | Flustramorpha angusta     |
|  |                           |
|  | Flustramorpha flabellaris |
|  |                           |
|  | Flustramorpha marginata   |
|  |                           |